# Château fort de Blanche Garde
Le château fort de Blanche Garde est un château fort croisé construit par le roi de Jérusalem Foulques V d'Anjou en 1142 afin d'assurer la sécurité de la Judée face à l'Égypte. 
En effet, la frontière sud-ouest de la Judée était soumise aux razzias des Égyptiens venus de la citadelle d'Ascalon. Ses ruines se trouvent aujourd'hui dans l'État d'Israël. La forteresse se dressait à mi-chemin entre Bethléem et Ascalon et complétait le dispositif de défense, assuré notamment par les forteresses de Gibelin (1136) et d'Ibelin (1141).

## Historique

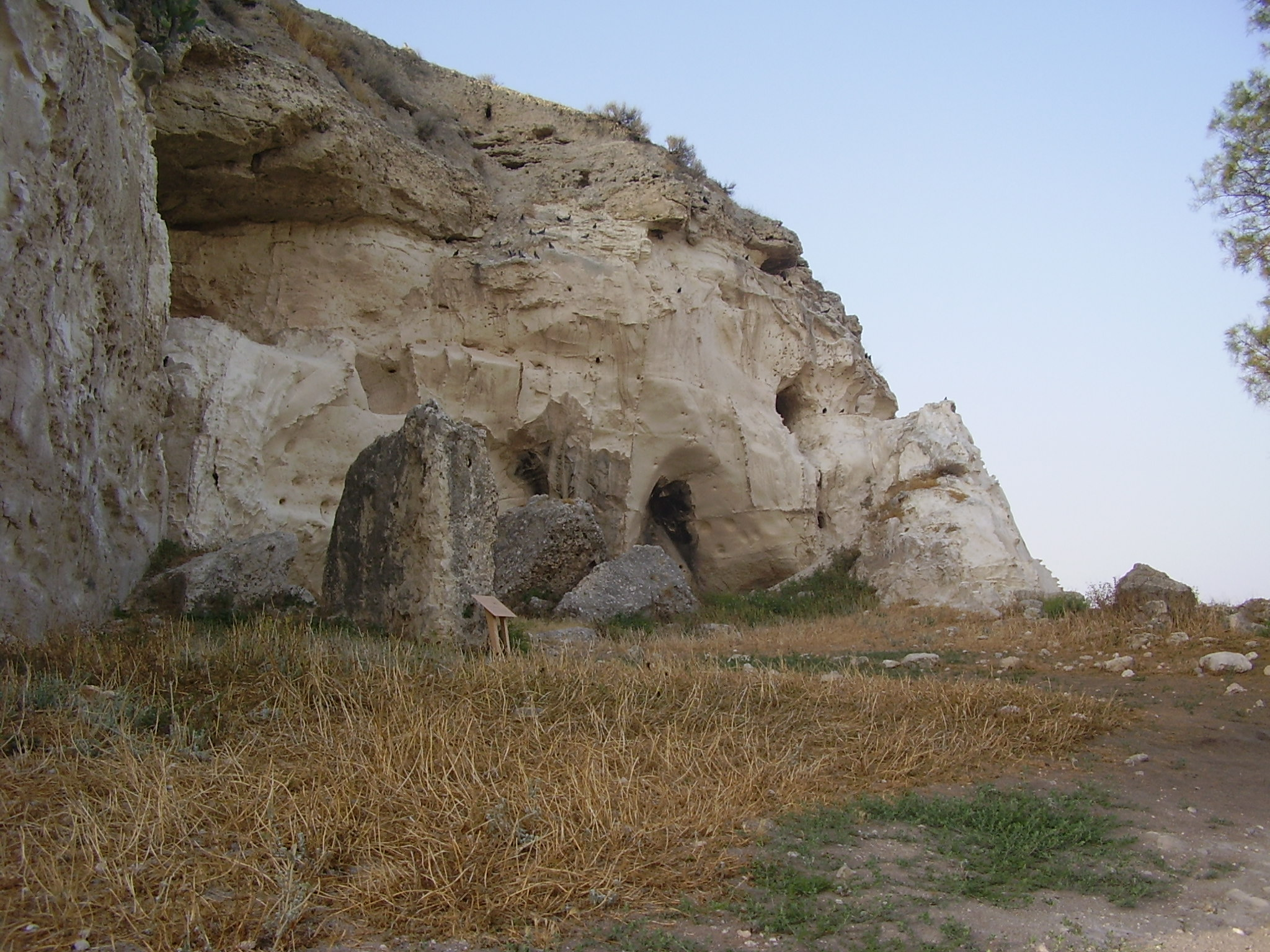
Reste du château sur la colline de Tell es-Safi.

Foulques d'Anjou décida d'établir un château fort sur un tell, des premiers contreforts du massif judéen, alors connu sous le nom de Tell es-Safi. Les chroniqueurs des Croisades traduisirent ce nom par Mons Clarus, littéralement « Mont Clair ». Cette éminence commandait le couloir du Wadi el-Sant (vallée des Mimosas) et du Wadi al-Dahr (ancienne vallée de Térébinthes).
Le château sera connu dans les actes du royaume de Jérusalem sous les noms de Alba Specula et Alba Custodia et, le plus souvent, sous son nom français : Blanche Garde.
Aux dires des chroniques franques, la construction de cette fortification eut l’effet positif escompté sur la sécurité de la région ce qui favorisa l’installation durable d’une population rurale. La forteresse devint ainsi le cœur d’une seigneurie, jouant à la fois son rôle défensif, tout en assumant aussi d’autres fonctions : centre administratif et économique, centre de stockage, centre de collecte des impôts et taxes, base de l’organe de contrôle des populations alentour, des tribus nomades, des brigands, etc.
Blanche Garde resta, durant son développement économique, sous l'administration directe du roi de Jérusalem, jusqu’à ce qu’elle soit rattachée au comté de Jaffa, lorsque ce dernier fut attribué à Amaury (futur roi et frère de Baudouin III). Le château fut alors confié à un certain Arnulf.
Après la prise d’Ascalon en 1153, son rôle  militaire et stratégique s’amenuisa mais la colonie franque n’en resta pas moins attractive économiquement. En témoigne le fait que la seigneurie obtint, selon les Assises de Jérusalem, le droit de battre monnaie.
En 1166, Gautier III Brisebarre, sire de Barut vendit son fief au Roi de Jérusalem afin de payer la rançon de sa mère retenue en otage par les Musulmans. Le roi, pour compenser cette grande perte, lui céda Blanche Garde. Dès lors, cette branche de la maison de Barut prit le nom « de la Blanche Garde ». 
Comme la majeure partie des forteresses franques en Syrie, Blanche Garde fut prise par Saladin après le désastre de Hattin (1187) et fut démantelée au même titre que les défenses d'Ascalon, de Gadres, ou Jaffa afin de contrer la reconquête du littoral palestinien, lancée par le roi Richard à la tête des armées de la Troisième croisade. En décembre 1191, ce dernier manqua d'ailleurs d'être fait prisonnier dans une embuscade  tendue dans les environs proches de Blanche Garde. En avril de l'année suivante, il défit au même endroit une avant-garde ayyûbide, avant d'y séjourner les 7 et 8 juin 1192, dans le cadre de sa seconde marche sur Jérusalem. 
Aux termes du traité de septembre 1192 signé avec Saladin, la forteresse resta possession franque alors qu'Ascalon fut démantelée et abandonnée par les deux belligérants. La forteresse fut reprise par les Musulmans en 1244 dans des circonstances méconnues et fut de nouveau démantelée. Le bourg castral fut ensuite constamment occupé jusqu’à l’expulsion de ses habitants en 1948.

## Localisation

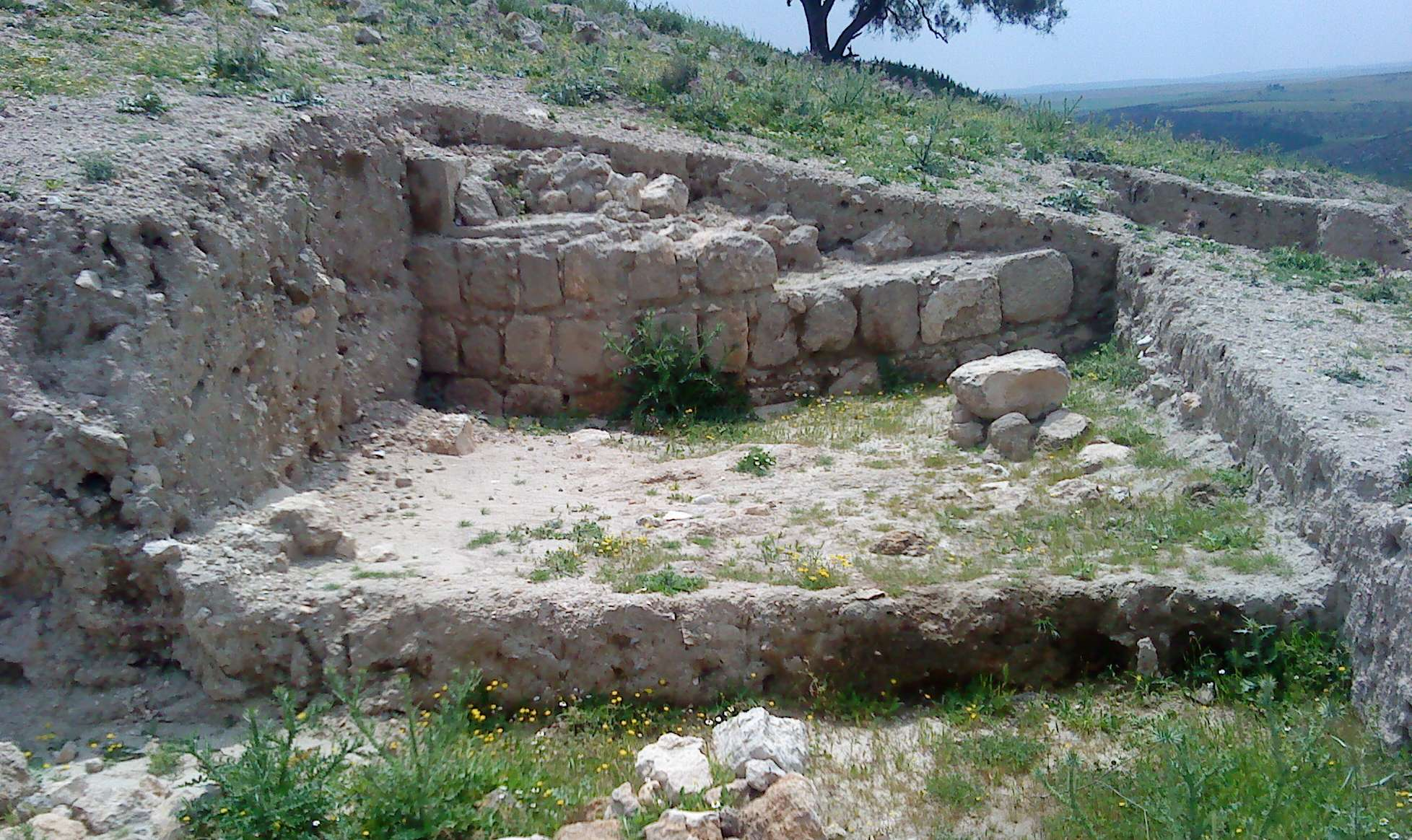
Vestiges de la tour.

Blanche Garde était située sur la partie sommitale du tell. La vue embrasse une vaste étendue, permettant d’apercevoir, lorsque les conditions sont particulièrement bonnes, Ramla et Latroun au nord, le massif judéen à l’est, le nord du Negev au sud et la plaine côtière à l’ouest. La ruine très avancée du château ne permet pas d’être précis quant à la forme qu’il pu prendre. D’après les quelques vestiges visibles, il semble qu’il ait consisté en un castrum simple de taille modeste, flanqué de quatre tours d’angle. Il paraît envisageable que sa fonction première, vu sa situation et son nom, était  d'avertir les autres châteaux des alentours en cas d’alerte.
Seules les fondations de deux des tours du castrum affleurent toujours. En effet l’une d’entre elles avait été transformée en mausolée au XIXe siècle. Des travaux récents ont révélé l’existence d’une carrière franque, située à 300 m en deçà du château et de structures fortifiées au nord du tell à une distance de 50 mètres environ du cœur fortifié qui vient d’être évoqué. Cela peut laisser croire qu’une enceinte plus large a pu exister.